# Kichijōten
Kichijōten (jap. 吉祥天), znana także jako Kisshōten, Kudokuten, Lakszmi, Mahasri lub Sri Mahadevi – japońska bogini szczęścia, płodności i piękna. Została zapożyczona z hinduskiej mitologii, gdzie znana jest jako bogini Lakszmi. Okres rozprzestrzeniania się jej kultu przypada na VIII wiek (okres Nara).
Często jest uznawana za jedną z Siedmiorga bogów szczęścia, zastępując na tym miejscu Jurōjina.
Wśród niektórych japońskich sekt była głównym bóstwem, któremu składano hołd, ale od XV-XVI wieku, jej miejsce zostało w dużej mierze zajęte przez boginię Benzaiten. Często zdarza się, iż obie boginie są ze sobą mylone.